# Луций Анней Корнут
Лу́ций Анне́й Корну́т (лат. Lucius Annaeus Cornutus/Phurnutus; родился около 20 года, Лептис-Магна, Ливия — умер, по разным данным, в 65 или около 80 года) — древнеримский философ-стоик, учитель Персия и Лукана.

## Биография
Корнут был уроженцем североафриканского города Лептис-Магна в Ливии, но проживал он по большей части в Риме. Был известен прежде всего как учитель и друг Персия, пятая сатира которого адресована ему. После смерти Персия Корнут возвратил сестрам Персия ту долю наследства, которую покойной отписал ему. Но все же принял библиотеку Персия, насчитывающую приблизительно 700 томов. Корнут был выслан римским императором Нероном около 66 года.
Его главное произведение, дошедшее до наших времен — философский трактат «Греческое богословие», название, придуманное по всей видимости несколько позже. Это был ранний пример римского образовательного трактата.